# Coptops rufa
Coptops rufa es una especie de escarabajo de la familia Cerambycidae. Habita en las Islas Andamán y las Islas Nicobar.

## Historia
Fue descrito por primera vez por James Thomson en 1878.